# Kosti
Kosti é um distrito (mahaliyah) do Sudão localizado no estado de Nilo Branco (An-Nil al-abyad).